# Seascale
Seascale är en by och en civil parish i Cumbria i England. Orten har 1 747 invånare (2001). Den har en kyrka.